# 海檀木
海檀木（学名：Ximenia americana）为铁青树科海檀木属下的一个种。

## 扩展阅读
- 維基物種上的相關：海檀木